# لغز الأرباع الثلاثة (رواية)
لغز الأرباع الثلاثة (بالإنجليزية: The Mystery of Three Quarters)‏ رواية للكاتبة البريطانية صوفي هانا الأكثر مبيعًا على مستوى العالم في روايات الجريمة النفسية. صدرت الرواية عن دار نشر هاربر كولينز عام 2018 في 320 صفحة. وهي الثالثة في سلسلتها من روايات هركيول بوارو، بعد أن سمحت لها مؤسسة أجاثا كريستي بكتابة قصص جديدة للشخصية.

## أشخاص الرواية
- هركيول بوارو: محقق خاص
- إدوارد كاتشبول: مفتش من سكوتلاند يارد
- هوغو دوكريل: مدير منزل حفيد باندي
- جون ماكرودين: ليس له صلة بباندي
- سيلفيا رول: أم لطفل في نفس المنزل المدرسي لحفيد حفيد باندي
- أنابيل تريدواي: حفيدة برناباس باندي
- كينجسبري: خادم باندي وأقرب أصدقائه
- آيفي لافينجتون: ابنة أخت تريدواي
- لينور لافينجتون: والدة آيفي
- تيموثي لافينجتون: ابن لينور
- رولاند «الحبل» ماكرودين: والد جون، وهو محام يلقب باسم «رولاند الحبل» بسبب تفضيله لعقوبة الإعدام
- فريدي رول: ابن سيلفيا وزميل تيموثي
- ميلدريد رول: ابنة سيلفيا [7]

## ملخص أحداث الرواية
يعود هيركيول بوارو إلى منزله بعد الغداء ذات يوم، ليجد امرأة غاضبة تنتظر على بابه الأمامي وتطالبه بمعرفة سبب إرساله لها رسالة يتهمها بقتل بارناباس باندي، وهو رجل لم تسمع به ولم تقابله من قبل.
لم يسمع بوارو قط عن بارناباس باندي ولم يتهم أحداً بالقتل. وتغادر المرأة غاضبة أكثر مما كانت عليه عندما أتت. يدخل بوارو بيته مضطرباً ليجد أن لديه زائرًا ينتظره - رجل يدعي أيضًا أنه تلقى رسالة من بوارو في ذلك الصباح، يتهمه بقتل بارناباس باندي، وهو لا يصدق إنكار بوارو تماماً مثل المرأة الأولى.
بعد ذلك بوقت قصير، يلتقي بوارو بامرأة أخرى تلقت أيضًا رسالة مزورة مماثلة، على الرغم من أن هذه السيدة أكثر ذهولًا بكثير وأكثر استعدادًا للاعتقاد بأن بوارو ليس الشخص الذي يقف وراء هذا الاتهام. ثم يظهر الخطاب الرابع.
يتساءل بوارو عن عدد الرسائل الأخرى التي تم إرسالها باسمه من هذا النوع، ومن أرسلهم ولماذا؟ والأهم من ذلك، من هو برناباس باندي؟، هل مات؟، وإذا كان الأمر كذلك، فهل قُتل؟ وهل يستطيع بوارو معرفة الإجابات دون تعريض المزيد من الأرواح للخطر؟
الاستعارة المركزية في قلب الكتاب هي «كعكة نافذة الزجاج المعشق» أو ما تسمى كعكة باتينبرج، وهي كعكة تتكون من كعكتين إسفنجيتين مختلفتين الألوان، مصنوعة من أربعة مكعبات مرتبة ومجمدة بحيث تخلق كل شريحة مربع بشبكة اثنين في اثنين من المربعات الملونة بالتناوب. أصبحت المربعات الأربعة للكيكة وسيلة بوارو الرئيسية لإثبات المشكلة التي يواجهها في فهم هذه الحالة الملتوية. يبحث بوارو عن خيط مشترك يربط بين جميع مستلمي الرسائل الأربعة، ولكن لفترة طويلة، بغض النظر عما يفعله، يمكنه فقط العثور على الروابط التي تربط ثلاثة من الأحرف الأربعة على الأكثر. ترتبط النظريات بثلاثة أحرف فقط على الأكثر، ويستخدم بوارو ثلاثة أرباع شريحة «كعكة نافذة الزجاج المعشق» كصورة تعكس حقيقة أن أحد متلقي الحروف الأربعة هو دائمًا الرجل الغريب. إذن ماذا يعني عدم توافق المشتبه به مع النمط العام؟ الذنب؟ البراءة؟ أو ربما نوع من التصميم الملتوي من جانب كاتب الرسالة؟ 

## استقبال الرواية
كتب موقع كيركس: «كما هو الحال في اثنتين من أعمال أجاثا كريستي السابقتين، فإن هانا راضية عن تقديم براعة لا حدود لها بدلاً من تفاصيل أكثر من ثلاثينيات القرن الماضي».
كتب موقع واترستونز: «تحديًا مثيرًا لبطل أغاثا كريستي» بوارو«. ذكاء ذكي ومُخطط جيدًا، أصلي ومرضٍ للغاية».
كتبت دورين شريدان على موقع كريمينال اليمنت في 27 أغسطس 2018: «بعد الاستمتاع بلغز الأرباع الثلاثة أحتاج حقًا إلى إيجاد الوقت لقراءة الكتابين السابقين. في خروج عن المعدل السريع الذي استهلكت به الروايات الأصلية، فأنا أستمتع بفرصة تذوق هذه الكتب الجديدة وغيرها من الكتب التي نأمل أن تصدر».
كتب كريس تشان على موقع ستراند ماجازين: «أحد هذه الأشياء ليس مثل الآخرين... أحد هذه الأشياء فقط لا ينتمي. تعكس هذه الأغنية الكلاسيكية من برنامج شارع سيسمي اللغز في كتاب صوفي هانا الجديدة، وهو الثالث في سلسلة رواياتها المستمرة التي تظهر المحقق الأسطوري لأغاثا كريستي هيركيول بوارو... لغز الأرباع الثلاثة عمل أكثر جاذبية من سابقاته... أشعر أن هذه هي أولى روايات هانا التكميلية التي تبرر حقًا استخدام بطل أغاثا كريستي» بوارو«. لو قدمت هانا محققًا جديدًا تمامًا، فلن يتغير الكثير. كان من الممكن أن يكون للكتب نفس التأثيرات علي بالضبط، باستثناء تجنبني أي إزعاج من مؤلف آخر يستخدم إبداع كريستي... هناك بعض النهايات العاطفية السائبة في نهاية الكتاب. لقد قامت هانا بعمل رائع في إنشاء بعض الشخصيات المزعجة أو المحبطة حقًا التي يحتقرها القارئ، وكان من الممكن أن يأتي التنفيس العاطفي الحقيقي من خلال رؤية جميع الشخصيات غير المحبوبة تحصل على مستوى من العقاب في النهاية... هي عبارة عن قراءة ممتعة مع أحجية جذابة بشكل خاص في الوسط، مع الكثير من القرائن الدقيقة التي تلعب بعدل مع القارئ. سوف يستمتع بالكتاب العديد من محبي ألغاز كريستي والعصر الذهبي».

## وصلات خارجية
- https://sophiehannah.com/the-mystery-of-three-quarters/ لغز الأرباع الثلاثة (رواية)
- https://www.agathachristie.com/stories/the-mystery-of-three-quarters لغز الأرباع الثلاثة (رواية)
- https://www.kirkusreviews.com/book-reviews/sophie-hannah/the-mystery-of-three-quarters/ لغز الأرباع الثلاثة (رواية)